# Victor Escousse
Victor Escousse, né en 1813 à Paris où il se suicide le 16 février 1832, est un auteur dramatique français.

## Biographie
Sa première pièce, Farruck le Maure, remporta un certain succès lors de sa création en 1831 (Escousse était âgé de dix-neuf ans). La suivante, Pierre III, fut cependant un échec. Il écrivit alors un autre drame avec son ami Auguste Lebras, âgé de dix-huit ans, Raymond, qui connut un échec retentissant. Ceci amena les deux jeunes gens, s'estimant incompris, à se suicider par asphyxie. 
Escousse laissa la note suivante : « Escousse s'est tué parce qu'il ne se sentait pas à sa place ici-bas ; parce que la force lui manquait, à chaque pas qu'il faisait en avant ou en arrière ; parce que l'amour de la gloire ne dominait pas assez son âme, si âme il y a ! Je désire que l'épigraphe de mon livre soit :
Adieu, trop inféconde terre,
Fléaux humains, soleil glacé !
Comme un fantôme solitaire,
Inaperçu j'aurai passé.
Adieu, les palmes immortelles,
Vrai songe d'une âme de feu !
L'air manquait : j'ai fermé mes ailes.
Adieu ! »
Alfred de Musset fait référence à la mort du jeune poète dans son poème Rolla, publié en 1837 :
Quand on est pauvre et fier, quand on est riche et triste,
On n'est plus assez fou pour se faire trappiste ;
Mais on fait comme Escousse, on allume un réchaud.

## Théâtre
- Farruck le Maure, drame en 3 actes et en vers, musique de Alexandre Piccini, Paris, Théâtre de la Porte-Saint-Martin, 25 juin 1831
- Raymond, ou l'Héritage du naufragé, drame en 3 actes, avec Auguste Lebras, Paris, Théâtre de la Gaîté, 24 janvier 1832 (texte en ligne)